# Cmentarz wojenny nr 39 – Kołaczyce
Cmentarz wojenny nr 39 – Kołaczyce – austriacki cmentarz z I wojny światowej, zaprojektowany przez Johanna Jägera, znajdujący się w gminie Kołaczyce w mieście Kołaczyce na cmentarzu parafialnym.
Na cmentarzu pochowanych jest łącznie 36 żołnierzy poległych 6, 7 i 8 maja 1915 roku:
- 14 Rosjan,
- 16 Niemców,
- 6 Austriaków.

Cmentarz jest ogrodzony współczesnym ogrodzeniem metalowym. Pomnik z nałożonym żeliwnym krzyżem oraz krzyże nagrobne są w dobrym stanie.